# مقاطعة سباتة
مقاطعة سباتة هي أحد مقاطعات عمالة الدار البيضاء غرب المملكة المغربية. تضم مقاطعة سباتة أحياء مهمة للدار البيضاء و تأوي مقاطعة سباتة 122.827 نسمة (حسب الإحصاء الرسمي 2004).